# Střílky
Střílky (in tedesco Střílek) è un comune della Repubblica Ceca facente parte del distretto di Kroměříž, nella regione di Zlín.